# Consistório Ordinário Público de 1912
Em um consistório onde ele criou um cardeal, Pio também concedeu regalias a cardeais em vários cardeais criados no consistório anterior: Nagl, Cos e Macho, Vico, Bauer, Almarez e Santos, Farley e O'Connell.

## Cardeais Eleitores
| Nº                 | País               | Nome               | Idade              | Cargo              | Título ou Diaconia                                 |
| Cardeais eleitores | Cardeais eleitores | Cardeais eleitores | Cardeais eleitores | Cardeais eleitores | Cardeais eleitores                                 |
| ------------------ | ------------------ | ------------------ | ------------------ | ------------------ | -------------------------------------------------- |
| 1                  | Hungria            | Károly Hornig      | 72                 | Bispo de Veszprém  | Cardeal-presbítero de Santa Inês Fora das Muralhas |

## Link Externo
- «Catholic Hierarchy» (em inglês)